# Радікорський Всеволод Костянтинович
Всеволод Костянтинович Радікорський (рос. Всеволод Константинович Радикорский; нар. 3 жовтня 1915, Москва, Російська імперія — пом. 8 січня 1978, Москва, СРСР) — радянський російський футболіст і тренер, виступав на позиції захисника. Заслужений майстер спорту (1948). Один з кращих захисників країни 1940-х років. У чемпіонатах СРСР провів 121 матч.

## Кар'єра гравця
Вихованець клубу «Спартак Жовтневої ЗД» (Москва). Дорослу футбольну кар'єру розпочав 1934 року в московському клубі «Завод № 1», а наступного року перейшов до столичного «Снайпера». У другій половині 1935 року перейшов до команди «Динамо-клубна» (Москва). У 1938 році переведений до головної динамівської команди, у складі якої дебютував у червні того ж року. Виступав за столине «Динамо» протягом 10 років, завершив футбольну кар'єру в складі московського клубу 1948 року. Дворазовий чемпіон СРСР 1940 і 1945 років, срібний призер чемпіонату країни 1946, володар Кубка Москви 1941 року і фіналіст Кубка 1942 року, володар Суперкубка Москви 1942 року.
У складі «Динамо» грав у міжнародних матчах у Великій Британії, Болгарії та Югославії. Викликався до складу збірної Москви, у футболці якої зіграв 4 міжнародні матчі.

## Кар'єра тренера
По завершенні кар'єри гравця розпочав тренерську діяльність. З 1949 по 1951 рік тренував команду «Динамо» (Московська область), а потім «Динамо» (Калінінград). У 1955 році очолив дніпропетровський «Металург». Потім тренував «Торпедо» (Перово), «Амур» (Благовєщенськ) та «Енергія» (Чебоксари).
Помер 8 січня 1978 року в Москві.

## Досягнення

### Як гравця
«Динамо» (Москва)
- Чемпіонат СРСР
  -  Чемпіон (2): 1940, 1945
  -  Срібний призер (1): 1946

- Кубок СРСР
  -  Фіналіст (1): 1945

- Кубок Москви
  -  Володар (1): 1941
  -  Фіналіст (1): 1942

- Суперкубок Москви
  -  Володар (1): 1942

### Відзнаки
- Заслужений майстер спорту СРСР (1948)